# John F. Kennedy School of Government
A Escola de Governo John F. Kennedy (em inglês John F. Kennedy School of Government) na Universidade Harvard (também conhecida como Harvard Kennedy School ou HKS) é uma escola de políticas públicas e administração pública, e uma das escolas de pós-graduação, mestrado e doutorado de Harvard. Ela oferece títulos de pós-graduação em políticas públicas, planejamento urbano, administração pública e desenvolvimento internacional, além de oferecer programas de doutorado, educação de executivos e conduzir pesquisas relativas a política, governo e economia.
Desde 2016, o reitor da escola é Douglas W. Elmendorf, que também é o Don K. Price Professor of Public Policy.

## História

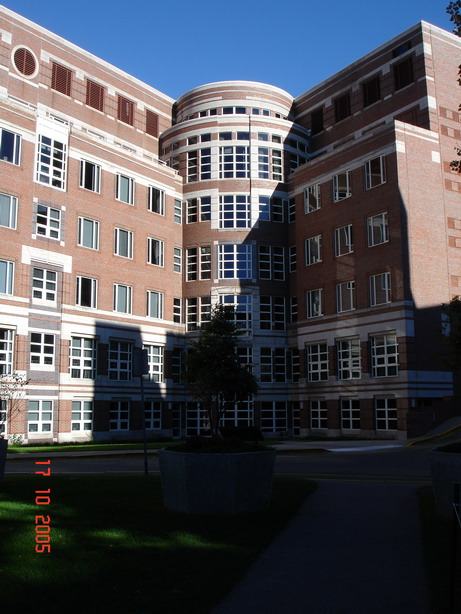
Edifício Taubman, John F. Kennedy School of Government

A Harvard Kennedy School se chamava anterioremente the Harvard Graduate School of Public Administration e foi fundada em  1936 com uma doação de $2 milhões de dólares de Lucius N. Littauer, um formando da Faculdade de Harvard. A escola formou o seu corpo docente dos departamentos de economia e governo da universidade, admitindo os seus primeiros alunos em 1937. Em 1966 a escola foi renomeada em homenagem ao Presidente americano John F. Kennedy, adotando o nome atual.

## Brasileiros na Harvard Kennedy School
No segundo semestre de 2007, Geraldo Alckmin foi aluno visitante do Centro de Relações Internacionais de Weatherhead (em inglês, Fellow of the Weatherhead Center for International Affairs), cursando diversas disciplinas na Harvard Kennedy School. Segundo informações do clube de ex-alunos da faculdade, estima-se que mais de 50 brasileiros já estudaram na escola.

## Reputação
A Harvard Kennedy School é uma das melhores classificadas na avaliação do U.S. News & World Report, que classifica as melhores escolas de pós-graduação, mestrado e doutorado em políticas públicas nos Estados Unidos. Em 2008, a escola estava posicionada em segundo lugar na classificação geral e em primeiro lugar nas sub-categorias de políticas públicas, gestão e políticas de saúde e políticas sociais.